# 羽绒被
羽绒被是一种充填了绒毛、羽毛、羊毛、丝绸或者合成物的床上用品，使用时需要加上被套。羽绒源自欧洲乡村，当时的填充物是鸭绒。